# Spermophagus humilis
Spermophagus humilis is een keversoort uit de familie bladkevers (Chrysomelidae). De wetenschappelijke naam van de soort werd in 1970 gepubliceerd door Decelle.